# Noelia Afonso
Noelia Afonso Cabrera (in alcune fonti riportata come Noelia Alfonso Cabrera) (Santa Cruz de Tenerife, 3 gennaio 1950) è una modella spagnola, eletta Miss Spagna nel 1969.

## Biografia
Studiava da hostess prima di partecipare ai concorsi di bellezza, all'epoca convinta dal suo fidanzato Santiago Puig a prenderne parte. Venne eletta Miss Spagna nel 1969. L'anno seguente partecipando ai concorsi tenutisi a Tenerife, venne eletta Miss Europa. Partecipò anche a Miss Universo 1970.
Il compositore Augusto Algueró compose per lei la canzone Noelia, cantata da Nino Bravo. In seguito si dedicò alla gestione di un albergo a Tenerife.